# 896

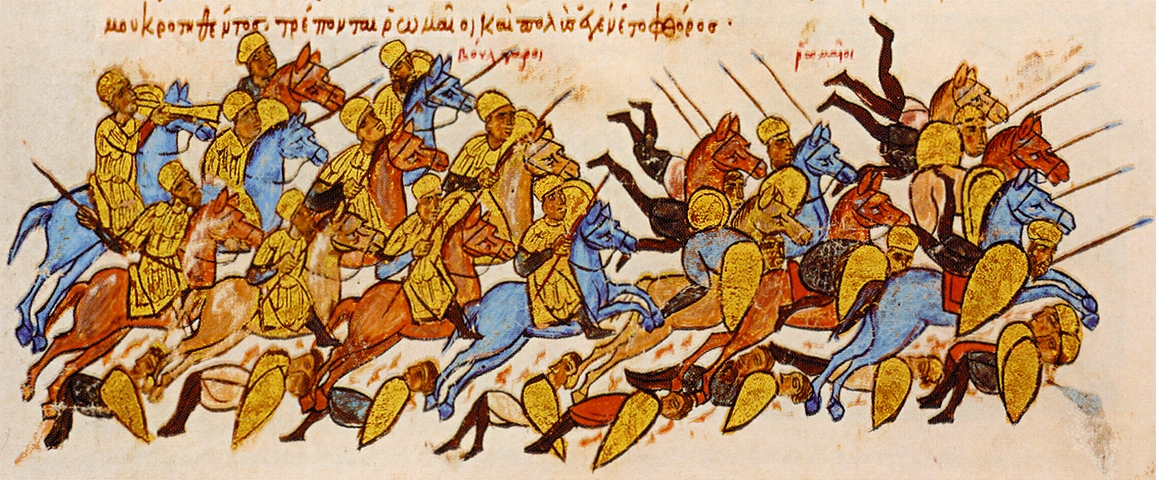
De Bulgaren verslaan het Byzantijnse leger bij Bulgarophygon (Madrileense Skylitzes)

Het jaar 896 is het 96e jaar in de 9e eeuw volgens de christelijke jaartelling.

## Gebeurtenissen

### Europa
- Voorjaar - Koning Arnulf van Karinthië trekt met een Oost-Frankisch expeditieleger de Alpen over en valt opnieuw Italië binnen. Hij verovert Rome na een korte belegering en wordt door paus Bonifatius VI tot (tegen)keizer gekroond van het Heilige Roomse Rijk. Arnulf voert een veldtocht tegen het hertogdom Spoleto om het gezag te herstellen. Hij wordt onderweg getroffen door een beroerte en keert terug naar Regensburg.[1]
- Koning Lambert herovert Lombardije en voert een plunderveldtocht in het noorden van Italië. Hij sluit met Berengarius I in Pavia een verdrag en verdeelt het koninkrijk. Berengarius krijgt het gebied ten oosten van de rivier de Adda (hertogdom Friuli). Lambert annexeert het gebied ten westen van de rivier (inclusief het markgraafschap Toscane).
- Zomer - Slag bij Bulgarophygon: De Bulgaren onder aanvoering van khan Simeon I ("de Grote") verslaan bij Babaeski (huidige Turkije) het Byzantijnse leger in een vernietigende veldslag. Keizer Leo VI ("de Wijze") wordt gedwongen tot het betalen van een jaarlijkse schatting aan de Bulgaren.
- De Magyaren vallen Pannonië binnen en nemen het land over van de Avaren. De Hongaarse grootvorst Álmos wordt gedood en opgevolgd door zijn zoon Árpád. Stichting van de staat Hongarije. (waarschijnlijke datum)
- Berengar II, markgraaf van Neustrië, wordt gedood tijdens gevechten met de Vikingen. Berengar's dochter Poppa wordt ontvoerd door de Viking hoofdman (jarl) Rollo de Noorman en gedwongen met hem te trouwen.
- Herbert I, een Frankische edelman, verzoent zich met koning Odo I van het West-Frankische Rijk. Hij krijgt het graafschap Vermandois toegewezen en breidt zijn gezag verder uit in Picardië. (waarschijnlijke datum)
- Koning Zwentibold, de oudste zoon van Arnulf van Karinthië, confisqueert het graafschap van Gerard van de Metzgau. Hij verleent Deventer, Tiel en Utrecht speciale handelsprivileges. (waarschijnlijke datum)

### Arabische Rijk
- Saraceense zeerovers maken de Egeïsche Zee onveilig. De bewoners Egina verlaten de havenstad van het eiland en stichten een nieuwe stad landinwaarts.

### Lage Landen
- 14 juli - Koning Zwentibold van Lotharingen verleent kooplieden uit Deventer en Utrecht handelsprivilegesien Tiel, dat ook tolrecht krijgt.
- Eerste schriftelijke vermelding van Denderwindeke (huidige België).

### Religie
- 4 april - Paus Formosus overlijdt na een pontificaat van 4 jaar. Hij wordt opgevolgd door Bonifatius VI, zijn ambtstermijn duurt slechts ca. 15 dagen.
- mei - Paus Stefanus VI wordt geïnstalleerd als de 113e paus van de Katholieke Kerk.
- Het Paleis van Lateranen, verblijf van de pausen, wordt door een aardbeving zwaar beschadigd.

## Geboren
- Zoltán, vorst van de Magyaren (waarschijnlijke datum)

## Overleden
- 4 april - Formosus, paus van de Katholieke Kerk
- april - Bonifatius VI, paus van de Katholieke Kerk
- Berengar II, Frankisch markgraaf